# Wolfgang Schott
Wolfgang Schott (Hamburgo-Altona, 1 de febrero de 1905-1989) fue un geólogo y oceanógrafo alemán.
Hijo del oceanógrafo Gerhard Schott, cuando fue estudiante formó parte de la Verein Deutscher Studenten Göttingen. Entre 1930 y 1934 fue asistente en la facultad de geología y mineralogía de la Universidad de Rostock, después geólogo en el Preußische Geologische Landesanstalt y después en el Reichsamt für Bodenforschung en Berlín. En la década de 1930 participó en distintas expediciones abisales, donde investigó los procesos sedimentarios. Desde 1940 fue profesor en la Universidad de Gotinga.
Después de la Segunda Guerra Mundial trabajó en el Bundesanstalt für Bodenforschung, entidad que dirigió entre 1958 y 1972, cuando se jubiló. También fue catedrático honorario en la Universidad de Gotinga entre los años 1965 y 1972. En el año 1974 se le concedió la Orden del Mérito de la República Federal de Alemania, y en 1976 la Medalla Hans Stille.
Estudió fundamentalmente el Mesozoico de Baja Sajonia.